# 桃園市立圖書館會稽分館
桃園市立圖書館會稽分館位於臺灣桃園市桃園區會稽次分區，是桃園市立圖書館的一座分館，並為位於桃園區的五座分館之一。桃園市立圖書館會稽分館成立於2005年3月30日，位於青溪公園內，為一棟2層樓建築，樓地板面積約500坪。館藏特色為親子讀物。

## 外部連結
- 桃園市立圖書館會稽分館簡介 （页面存档备份，存于）